# Граф Ори
«Граф Ори» (фр. Le comte Ory) — комическая опера Джоакино Россини в двух актах на французское либретто Э. Скриба и Ш.-Г. Делетр-Пуассона по их собственному водевилю 1816 года с тем же названием. Премьера состоялась в Париже в Королевской академии музыки 20 августа 1828 года.
Специалисты по музыке эпохи бельканто расценивают «Графа Ори» как одно из лучших произведений композитора: в частности, отмечается богатство мелодий, остроумие, тонкость и изящество оперы. Отмечают, что бурлеск в ней сочетается с лирикой, жанровые сцены — с романтическим колоритом. 
Опера требует от тенора, исполняющего заглавную роль, недюжинной вокальной подвижности (агильности), владения высокими нотами (вплоть до ре-бемоля) и комедийного чутья.

## История создания и постановок
При создании оперы Россини частично воспользовался материалом из своей оперы 1825 года «Путешествие в Реймс». В жанровом отношении «Граф Ори» отступает от некоторых стандартных характеристик комической оперы.
Премьера оперы в постановке Адольфа Нурри вызвала восторженную реакцию публики и критиков. Отмечалось, в частности, владение Россини французской просодией. «Газетт де Франс» заявляла: «Все итальянские композиторы (начиная с Саккини) зачастую в своих операх нарушали акцентуацию нашего языка; один Россини сумел победить трудность, до сих пор не преодолимую для композиторов».
Высоко оценил «Графа Ори» и Гектор Берлиоз, который спустя десять лет писал, что это, «быть может, одна из лучших партитур Россини. Может быть, нигде, за исключением „Цирюльника“, композитор не был так остроумен и весел. Количество слабых мест… действительно незначительно в этой опере… особенно при сравнении с очаровательными местами, которыми она изобилует… Какое музыкальное богатство! Всюду роскошь удачных мелодий, новые рисунки аккомпанемента, изысканные гармонии, остроумные оркестровые эффекты, драматические ситуации, полные смысла и остроумия».
На рубеже 1820-х и 1830-х годов «Граф Ори» обошёл основные оперные театры Европы и добрался до Нью-Йорка. Русский зритель впервые смог услышать это произведение Россини в Петербурге в 1838 году. С каждым последующим десятилетием опера ставилась всё реже, пока к середине XX века не ушла со сцены окончательно. Возрождение интереса к бельканто в целом и к Россини в частности, наблюдавшееся начиная с 1950-х годов, повлекло эпизодические постановки в Западной Европе (как правило, без участия «звёзд» первой величины).
В начале XXI века опера была переоткрыта ведущими театрами после того, как заглавную партию на разных сценах стал с большим успехом исполнять Хуан Диего Флорес. В 2011 году он присутствовал в роддоме при рождении первенца, а уже через час вышел на сцену «Метрополитен-оперы» (откуда шла трансляция на весь мир) в образе графа Ори. В том же году Цюрихская опера представила версию с участием Чечилии Бартоли и Хавьера Камарены (впоследствии его заменил Л. Браунли), где действие было перенесено в обстановку франко-алжирской войны. Первым в современной России оперу включил в свой репертуар Екатеринбургский театр оперы и балета (в 2012 году).

## Действующие лица

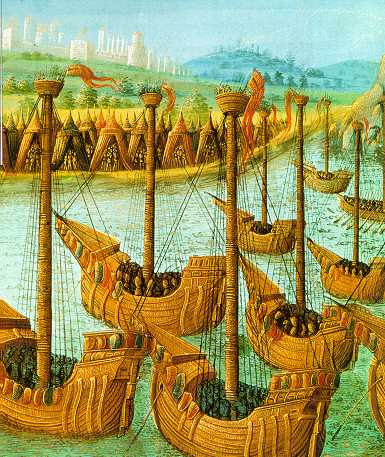
Флот крестоносцев (Четвёртый крестовый поход)

| Партия                                        | Голос         | Исполнитель на премьере, 20 августа 1828 (Дирижёр: Франсуа Антуан Хабенек) |
| --------------------------------------------- | ------------- | -------------------------------------------------------------------------- |
| Граф Ори                                      | тенор         | Адольф Нурри                                                               |
| гувернёр                                      | баритон       | Николя Левассёр                                                            |
| Изолье, паж                                   | меццо-сопрано | Констанс Явурек                                                            |
| Рембо, друг графа Ори                         | баритон       | Анри-Бернар Дабади                                                         |
| Графиня Формутье                              | сопрано       | Лаура Чинти-Даморо                                                         |
| Рагонда, экономка                             | меццо-сопрано | Мори                                                                       |
| Алиса                                         | сопрано       | Лаура Чинти-Даморо                                                         |
| 1-й рыцарь                                    | тенор         | Алексис Дюпон                                                              |
| 2-й рыцарь                                    | баритон       | Жан-Этьен-Огюст Эжен Массоль                                               |
| 3-й рыцарь                                    | баритон       | Анри-Бернар Дабади-младший                                                 |
| 4-й рыцарь                                    | баритон       | Фердинанд Прево                                                            |
| Слуги графа Ори, дамы, крестоносцы, крестьяне |               |                                                                            |

## Содержание
Действие происходит в Турени в начале XIII века, во время крестовых походов.
Акт I
Граф Формунтьера и большинство его воинов ушли на Святую землю, чтобы сражаться в четвёртом крестовом походе, оставив без защиты сестру графа, Адель, и её спутницу Рагонду. Молодой граф Ори, который пытается завоевать графиню, решает воспользоваться ситуацией. С помощью своего друга Рембо он выдаёт себя за отшельника и поселяется за воротами замка. Деревенские девушки и крестьяне собираются возле него, чтобы получить совет святого человека по сердечным вопросам. Ори благословляет их и обещает осуществить все их желания. Среди толпы — Рагонда. Она рассказывает Ори, что в отсутствие мужчин дамы замка дали обет жить как вдовы, и только вот графиня Адель, которая страдает от странной меланхолии, придет просить его совета. Ори вне себя от радости при мысли увидеть графиню.
Паж Ори Исолье прибывает с учителем Ори, который ищет своего воспитанника («Veiller sans cesse»). Учитель подозревает в отшельнике подлог и ищет тому подтверждение. Исолье не признает своего хозяина и делится с «отшельником», что он влюблён в графиню и что у него есть план, как проникнуть в замок: он переоденется в паломника (Дуэт: «Une dame de haut parage»). Ори, впечатленный этой идеей, соглашается помочь, но тайно решает использовать план для своих собственных целей.

Графиня страдает, оплакивая свою тоску («En proie à la tristesse»). К её удивлению, Ори советует ей полюбить, чтобы вылечить недуг, что заставляет графиню признаться в своих чувствах к Исолье. Но «отшельник» отговаривает её от связей с пажом развратника Ори. В благодарность за советы графиня приглашает Ори в замок. Ори почти уже уходит, когда учитель Ори возвращается и разоблачает его к ужасу Исолье, графини, и прочих дам. Когда приходит весть, что возвращение крестоносцев ожидается через два дня, Ори решает предпринять ещё одну попытку проникнуть в замок до их возвращения. 
Акт 2

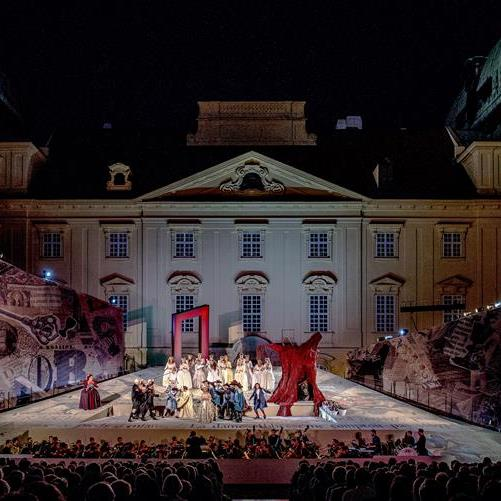
Постановка оперы в Клостернойбургском аббатстве (2018)

В замке в тот же вечер женщины гневно обсуждают поступок Ори. Их прерывают крики о помощи, слышимые снаружи от группы женщин-паломниц, которые утверждают, что Ори преследует их. На самом деле — это сам граф и его люди, переодетые в монахинь. Графиня впускает их, и одна из них просит выразить свою благодарность наедине. Это, на самом деле, Ори, который, оставшись наедине с графиней, едва в состоянии сдержать свои чувства (Duet: «Ah! quel respect, Madame»). Графиня заказывает нехитрое угощение для гостей и уходит. Рембо, который обнаружил винный погреб замка, входит с обильной выпивкой для всех прибывших («Dans ce lieu solitaire»). Всеобщее веселье переходит в благочестивое пение, как только становится ясно, что гостей может слышать Рагонда.
Исолье сообщает графине, что крестоносцы возвращаются сегодня вечером. Когда Рагонда предлагает рассказать об этом гостям, Исолье понимает, кто эти паломницы, и решает подшутить над Ори. Он гасит лампу в спальне графини как раз в момент, когда Ори хочет неожиданно войти туда. Введённый в заблуждение голосом графини, Ори направляет свой пыл на пажа, принимая его за графиню (самый знаменитый фрагмент оперы — трио «À la faveur de cette nuit obscure»). Когда трубы объявляют о возвращении крестоносцев, Исолье раскрывает себя, и Ори ничего не остаётся, кроме как спасаться бегством.